# Klimovo
Klimovo è una cittadina della Russia europea occidentale, situata nella oblast' di Brjansk. È dipendente amministrativamente dal rajon Klimovskij, del quale è il capoluogo amministrativo.
Sorge nella parte occidentale della oblast' presso il confine ucraino, 233 chilometri a sudovest di Brjansk, lungo la linea ferroviaria che collega Novozybkov a Novhorod-Sivers'kyj, in Ucraina.